# Corps Franconia Tübingen

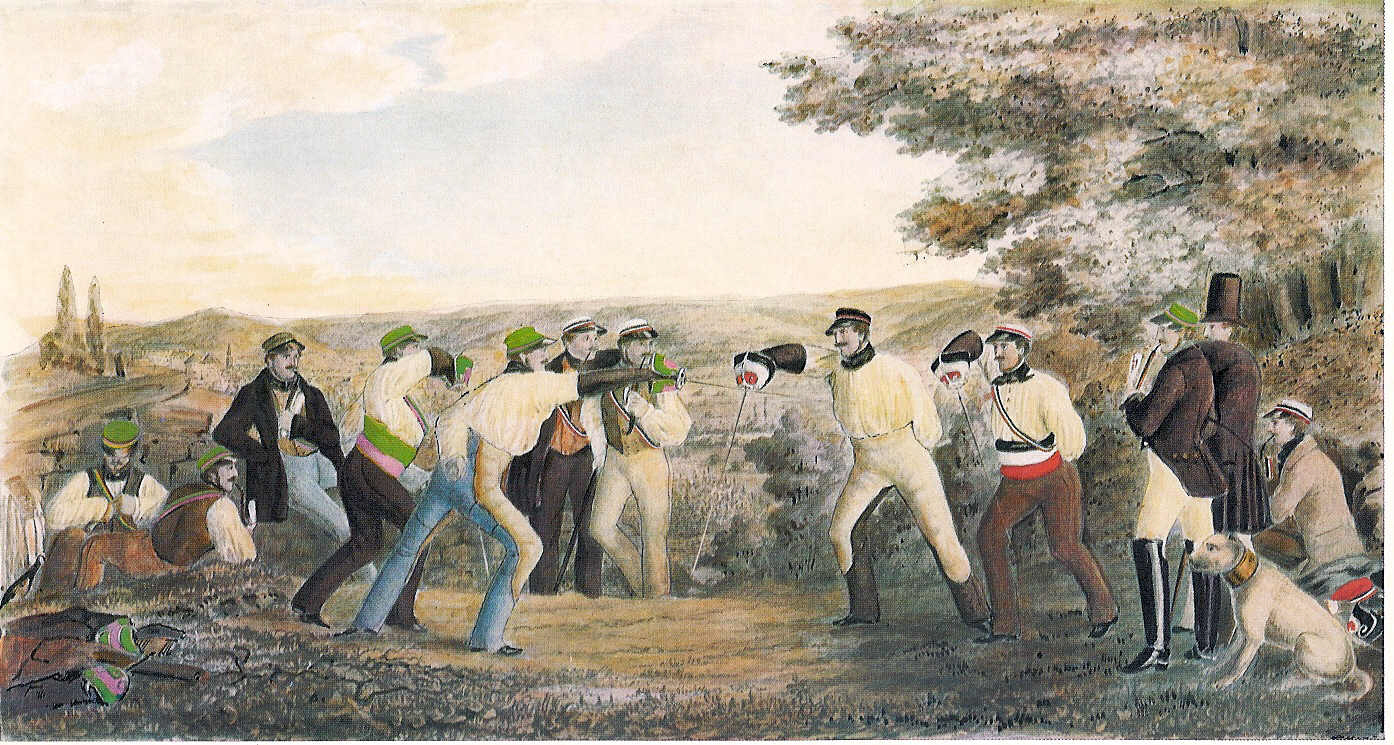
Fechtszene des Corps Franconia Tübingen (links) gegen einen Vertreter des Corps Suevia Tübingen aus dem Jahre 1831

Das Corps Franconia Tübingen ist eine farbentragende, pflichtschlagende Studentenverbindung im Kösener Senioren-Convents-Verband (KSCV), dem zweitältesten Dachverband deutscher Studentenverbindungen. Das Corps vereint Studierende und ehemalige Studenten der Eberhard Karls Universität Tübingen und gehört zugleich dem Tübinger Senioren-Convent (SC) an. Seine Mitglieder werden „Tübinger Franken“ genannt.

## Couleur, Wahlspruch, Zirkel
Das Corps Franconia ist farbentragend. Die Farben der Franconia sind Moosgrün und Rosa. Die Farben der Corpsburschen sind moosgrün-rosa mit goldener Perkussion, die der Frankenfüchse sind moosgrün-rosa-weiß mit silberner Perkussion. Die zweifarbigen Corpsburschenbänder stellen eine Ausnahme unter den Corps dar. Üblicherweise tragen die Füchse zweifarbiges Couleur, während die Corpsburschen dreifarbiges oder vierfarbiges Couleur tragen. Neben der Franconia Tübingen tragen nur noch die Corpsburschen der Corps Onoldia, Franconia Würzburg und Borussia Berlin ein zweifarbiges Band.
Außerdem gehört zu dem vollständigen Couleur eine Mütze in moosgrün-rosa, die mittlerweile jedoch nur zu ausgewählten Anlässen getragen wird, solche sind unter anderem die Kneipe und der Pauk- oder Bestimmtag.
Der Wahlspruch lautet: „Honor et virtus, amicitia fides“ (dt.: „Ehre und Tapferkeit, Freundschaft und Treue“).
Die Tübinger Franken führen ebenfalls einen verbindungsstudentischen Zirkel. Er setzt sich aus folgenden Buchstaben zusammen: V C F F. Die Abkürzung steht für: „Vivat, crescat, floreat Franconia“ (deutsch: „Es lebe, wachse und gedeihe die Franconia“). Bis 1821 wurde der Spruch: „Vivat Circulum Fratrum Franconorum“ (deutsch: „Es lebe der Kreis der fränkischen Brüder“) verwendet.

## Wappen

Couleur des Corps Franconia Tübingen

Das Frankenwappen ist ein deutscher Schild, der heraldisch zu lesen ist (spiegelbildlich von rechts nach links; aus der Sicht des vermeintlichen Trägers). Es setzt sich aus fünf Teilen zusammen:
- Der Mittelschild trägt auf weißem Grund den Frankenzirkel.
- Auf der Schildfläche rechts oben verlaufen die Frankenfarben moosgrün-rosa von rechts oben nach links unten.
- Auf der Schildfläche links oben wird ein sich aus den Flammen erhebender Phönix gezeigt. Er symbolisiert die immerwährende Erneuerung in der Gemeinschaft von jungen Aktiven, in mittlerem Alter befindlichen Corpsangehörigen und den Alten Herren.
- Auf der Schildfläche rechts unten werden auf weißer Fläche zwei gekreuzte Korbschläger gezeigt. Diese werden halb umrandet von einem aus Lorbeer und Eichenlaub bestehenden Kranz. Außerdem zeigt dieser Teil des Schildes die Abkürzung G U N, welche für den Waffenspruch des Corps: Gladius ultor noster steht (deutsch: „Das Schwert sei unser Rächer“). Mit der Abkürzung v.K.XIII zeigt dieses Feld ein weiteres Beizeichen; es ist die Erinnerung an die dreizehn Stifter, insbesondere ist es eine Hommage an Karl Kraus („vivat Kraus“), der sich bei der Stiftung des Corps besonders verdient gemacht hat. Siehe dazu auch Bundeszeichen (Studentenverbindung).
- Auf der Schildfläche links unten reichen sich zwei Ritter die Hand. Der Helmbusch des einen trägt Hohenloher Farben, der des anderen Frankenfarben. Dies symbolisiert die Entstehungsgeschichte. Das Feld an sich ist unterlegt in roter und grüner Farbe. Auf weniger nach heraldischen Kriterien ausgerichteten Wappen ist unter Umständen im Hintergrund die Burg Brauneck erkennbar. An diesem Ort soll die Stiftung der Hohenlohia erfolgt sein.
- Das Wappen enthält neben dem Schild einen nach vorne gewandten Stechhelm mit Helmdecke und Helmzier im Frankencouleur moosgrün-rosa.

## Geschichte

### Vorgeschichte
Das Corps lässt sich seinerseits auf die 1808 gegründete Landsmannschaft Franconia Tübingen zurückführen. Das Couleur der Landsmannschaft Franconia Tübingen bestand aus den Farben grün-rosenrot-weiß, ihr Wahlspruch lautete: „Freiheit und Bruderliebe“. Die Landsmannschaft Franconia löste sich 1811 aufgrund der Napoleonischen Kriege auf.
Im Jahre 1815 wurde dann die Landsmannschaft Hohenlohia Tübingen gestiftet. 

### Gründungszeit

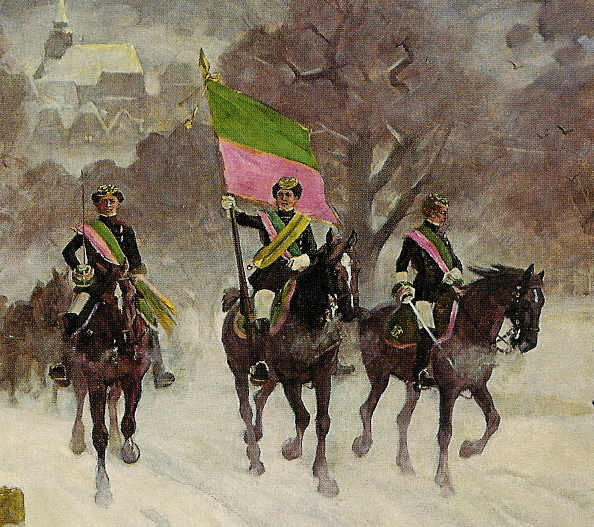
Winterliche Ausfahrt des Corps Franconia 1907

Am 16. Februar 1821 wurde das Corps Franconia Tübingen von Karl Kraus und weiteren zwölf Mitgliedern der Hohenlohia gestiftet, das in der damaligen Form bis heute Bestand hat. Es ist somit die älteste, nicht nachträglich auf eine Vorläuferverbindung zurückdatierte Studentenverbindung in Tübingen. Der Verbindung gehörten in ihrer Geschichte über 1.500 Mitglieder an.
1825 erfolgte erneut eine kurzzeitige Auflösung des Corps durch die nunmehr auch in Württemberg konsequent durchgesetzten Karlsbader Beschlüsse. Bis 1830, als das Corps wieder offen als solches auftreten konnte, bestand es im Untergrund weiter (Die Heilbronner). 1857 trat das Corps Franconia dem Kösener Senioren-Convents-Verband bei. Im gleichen Jahr, am 23. Juli, wurde die Franconia in ein Waffencorps umgewandelt; das seit dem Sommersemester 1826 bestehende Kartell mit dem Corps Franconia Würzburg wurde daraufhin freundschaftlich gelöst. 1860 hält das „Frankenlied“ Einzug in Tübingen und wird fortan zu Beginn jeder Kneipe/jeden Kommerses sowie anderen Anlässen gesungen (siehe auch Studentenlied). Im Jahre 1871, beim 50. Stiftungsfest des Corps, erfolgt ein erster, jedoch zunächst nur loser Zusammenschluss der Alten Herren. 1879 war Franconia der Vorort des KSCV. Der auch heute noch existierende Verein Alter Tübinger Franken (VATF) wurde im Jahre 1891 gegründet. Ab diesem Zeitpunkt wurde das aktive Corps vor allem finanziell durch die Altherrenschaft unterstützt.

Vom 8. bis 11. August 1921 wurde das 100. Stiftungsfest gefeiert.

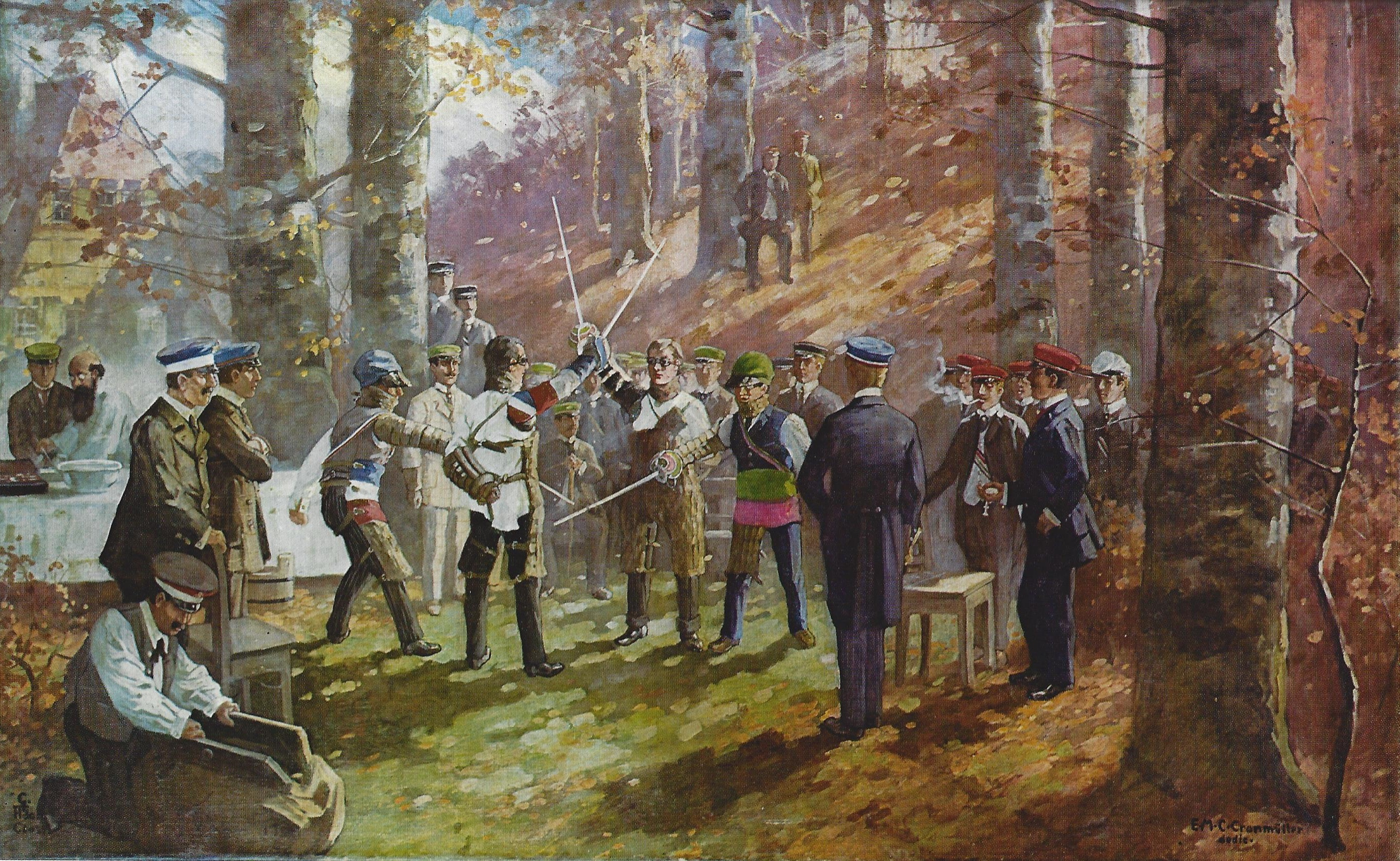
Bestimmtag der vier Tübinger Corps
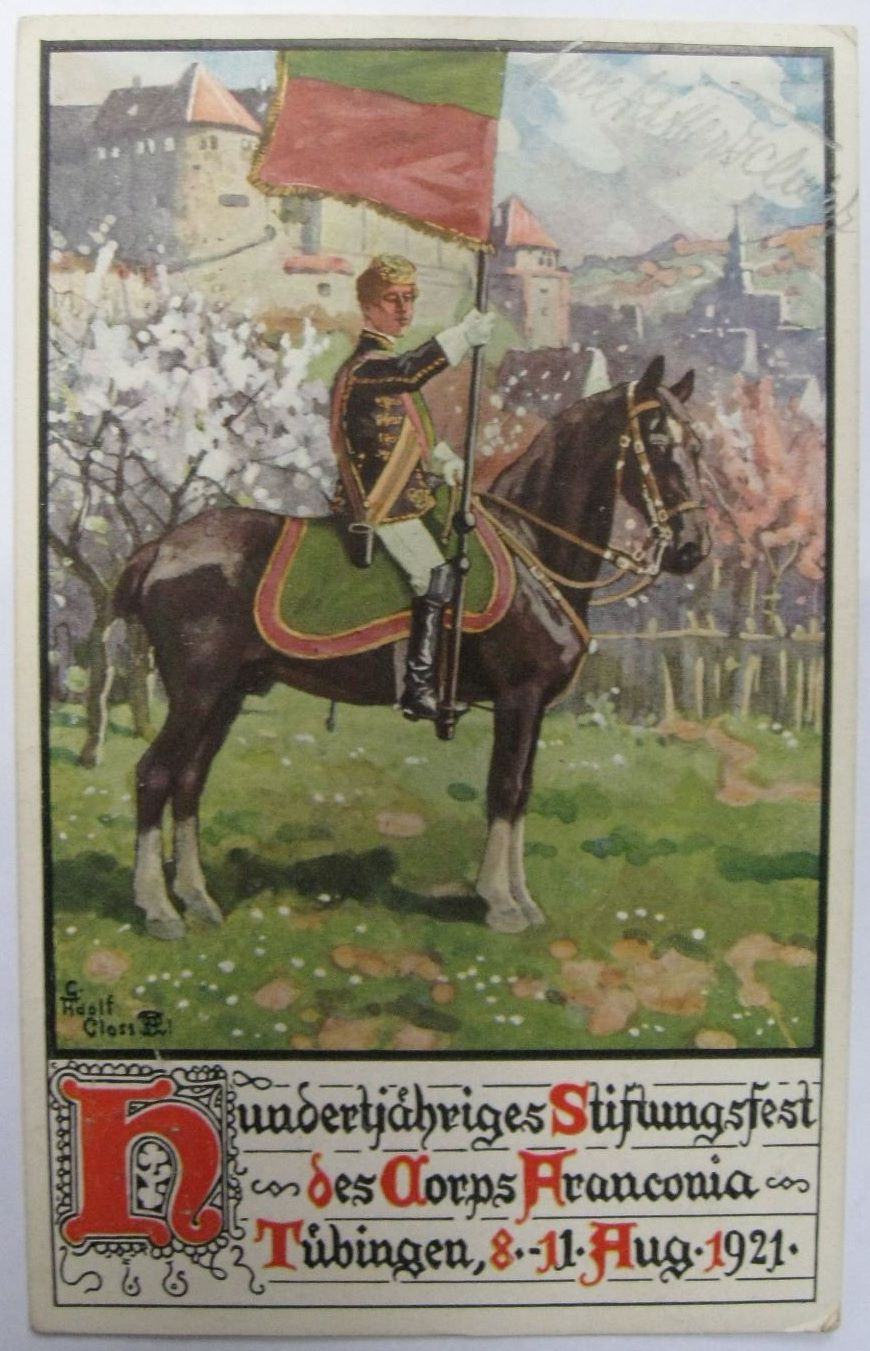
100. Stiftungsfest des Corps Franconia
Die Corps im SC zu Tübingen
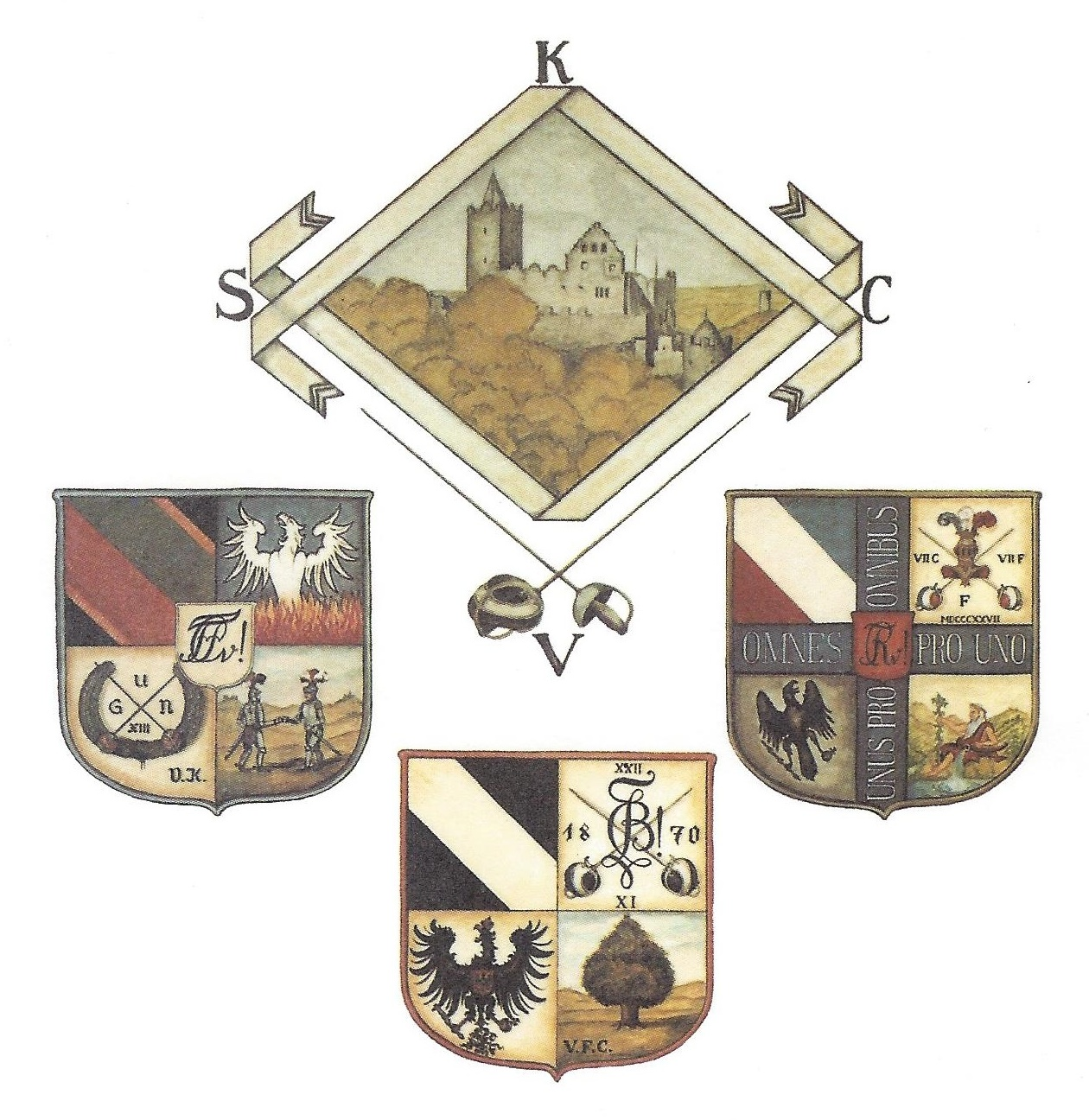
Der SC zu Tübingen

### Die Zeit der beiden Weltkriege

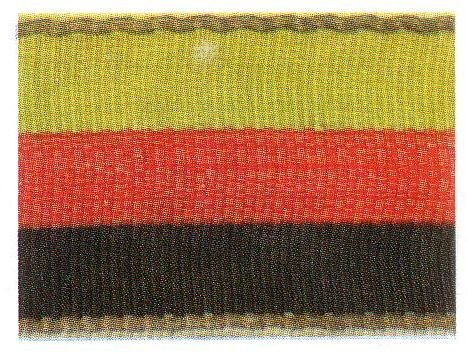
Farben der Verbindung Österberg

Nach den schwierigen Kriegszeiten wurde der Corpsbetrieb 1919 wieder offiziell aufgenommen. Wie die anderen Kösener Corps stellte Franconia im Herbst 1935 den Aktivenbetrieb ein. In den späten 1930er Jahren fand ein Duell auf Säbel zwischen einem Vertreter der Franconia und dem Vorsitzenden des Nationalsozialistischen Deutschen Studentenbundes statt. Repressionen gegen frühere Corpsmitglieder konnten durch das Eingreifen einiger immer noch in juristischen Führungspositionen befindlicher Alten Herren abgewandt werden. Auf Betreiben der Altherrschaft der Franconia bildete sich im Wintersemester 1937/38 die Kameradschaft Theodor Körner, die ihren Sitz auf dem Frankenhaus nahm, später jedoch auch Alte Herren der Corps Suevia und Rhenania aufnahm und 1941 rund 800 Mitglieder hatte. Mit dem 1. April 1943 schieden die Rhenanen aus dem Verband der Kameradschaft aus, die seither faktisch eine Fortsetzung des suspendierten Corps Franconia war. Zwischen Ende 1941 und Anfang 1943 wurden wieder Mensuren gefochten. Gegner waren die von den Burschenschaften Germania und Derendingia sowie der schwarzen Verbindung Saxonia gebildeten Kameradschaften, die gleichfalls einen Paukbetrieb unterhielten. Nachdem der SD eine Untersuchung wegen des Fechtens eingeleitet hatte, wurde der Mensurbetrieb gegen Ende des Wintersemesters 1942/43 eingestellt. 

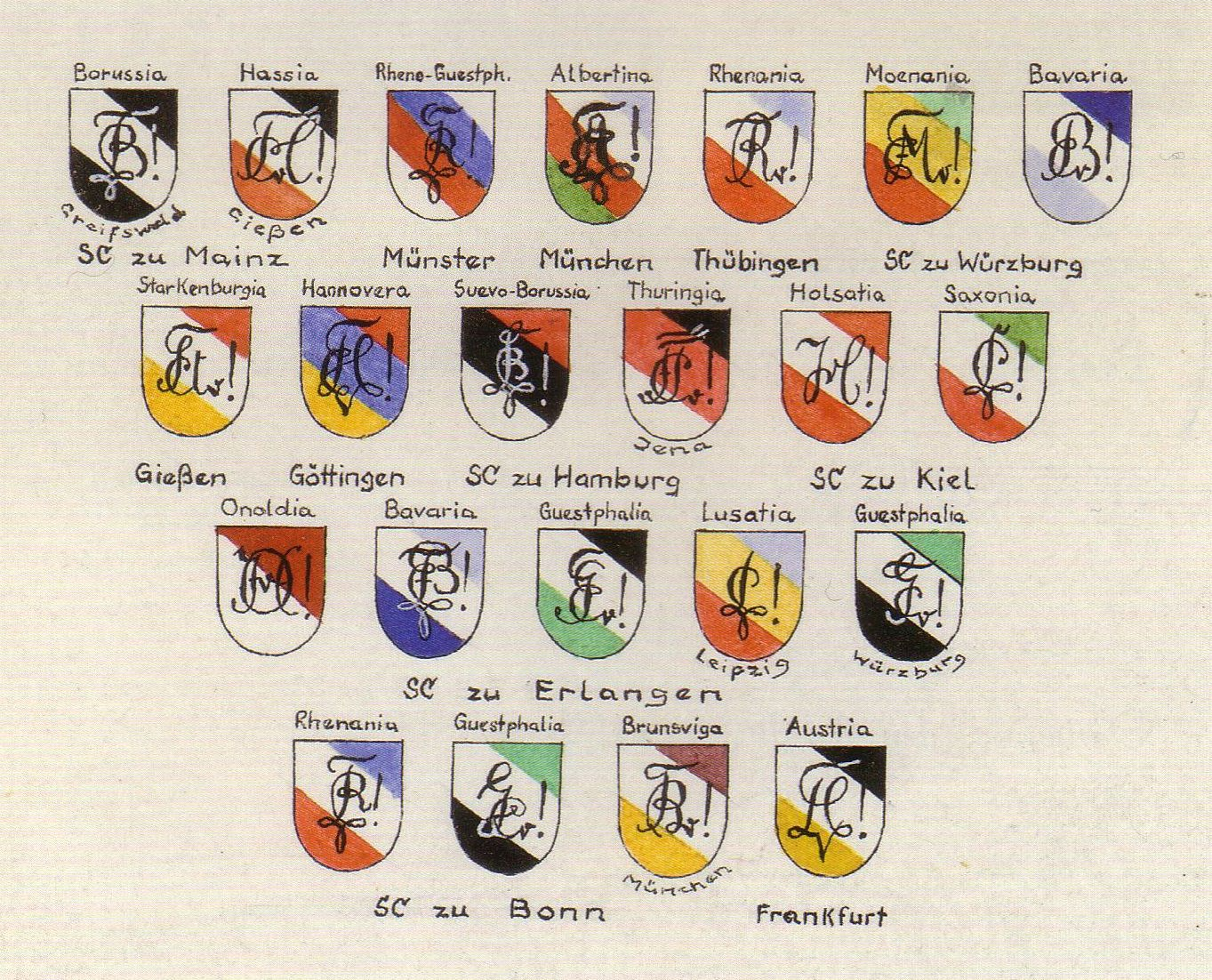
Die Interessengemeinschaft

Am 11. Juni 1944 gehörte Franconia zu den Corps, die auf der Rudelsburg die Rekonstitution des suspendierten KSCV beschlossen (siehe auch Kösener Senioren-Convents-Verband#Interessengemeinschaft und Wiederbegründung). Das initiative Corps Misnia IV wurde von der Heidelberger SC-Kameradschaft denunziert und von der Gestapo mit einem Hochverratsverfahren überzogen.
1949 unternahmen die Tübinger Corps Franconia, Suevia und Borussia gemeinsam den Versuch, das Verbindungsleben in Tübingen wiederzubeleben, und gründeten die Verbindung Österberg mit dem Couleur grün-rot-schwarz. Jedoch konnte sich das Corps Franconia bereits 1950 in eigenständiger und ursprünglicher Form wieder erneuern.

### Seit 2000
In 2010 stellte das Corps erneut den Kösener Vorortsprecher. 2022 feierte das Corps sein 200-jähriges Bestehen, da es aus Sicherheitsgründen aufgrund der Corona-Pandemie nicht 2021 stattfinden konnte.
Die Franconia ist pflichtschlagend. So wird von Tübinger Franken erwartet, mindestens fünf Partien zu fechten. Die ersten beiden Partien werden als „Fuchsenpartien“ gefochten, in denen in der Regel ein lediglich geringes Niveau vorausgesetzt wird. Die in Tübingen verbreitete studentische Fechtwaffe ist der Korbschläger. Außerdem gilt bei den meisten Partien innerhalb der Stadt der sogenannte Hochcomment, bei dem lediglich der von Haaren bedeckte Teil des Kopfes Trefferfläche ist. Die Aktivenzeit des Corps beläuft sich auf vier Semester.

## Korporationshaus

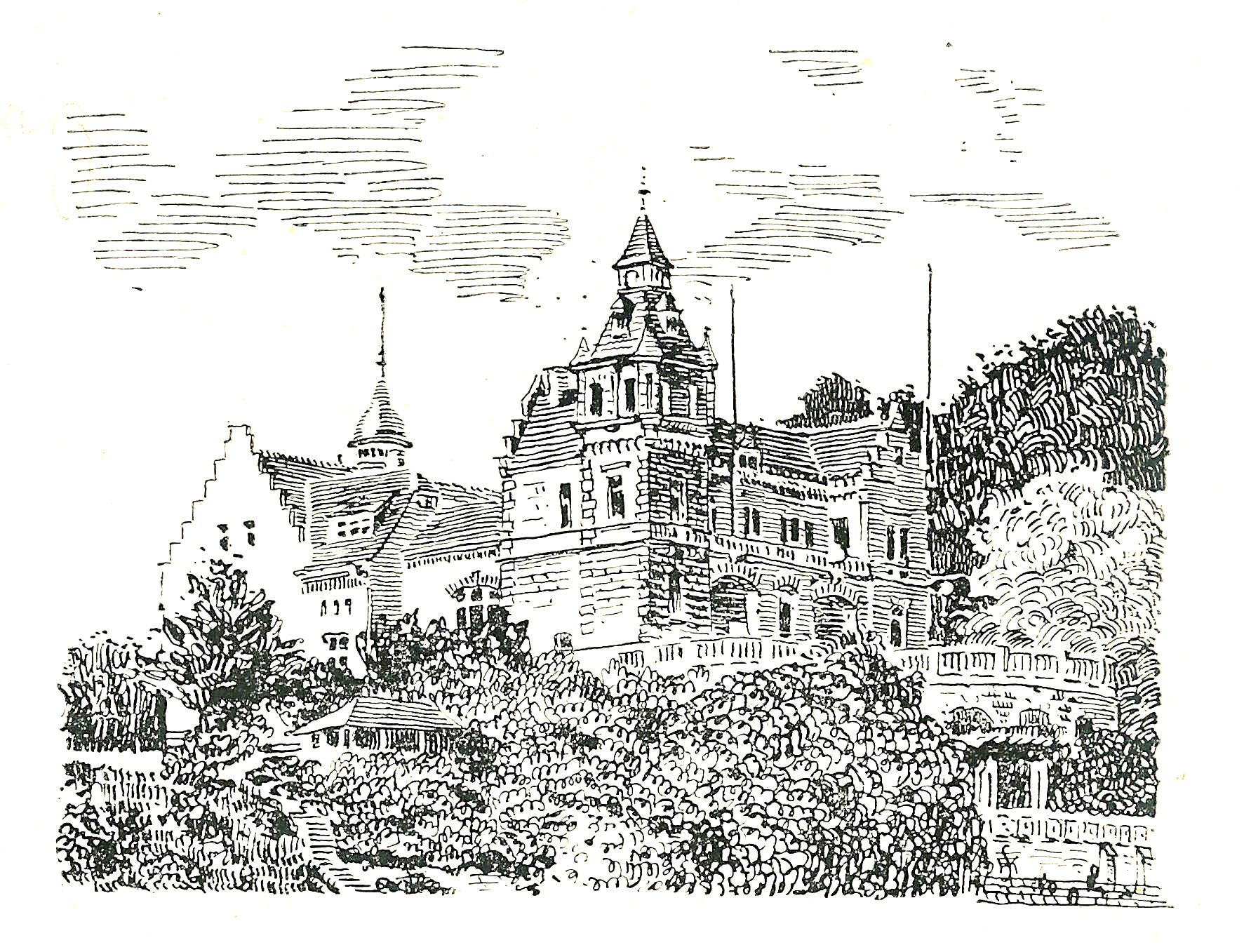
Das Corpshaus vor 1910

Das Corps Franconia Tübingen besitzt wie die meisten alten Verbindungen ein repräsentatives Verbindungshaus. Es befindet sich am oberen Ende der Österbergstraße. Neben öffentlich zugänglichen sowie corpsinternen Veranstaltungen fungiert das Haus auch als Studentenwohnheim. Das Haus hat eine Bibliothek und Arbeitsräume für die Studenten, und es wohnt dort eine Hausmeisterfamilie (früher Faxen oder Corpsdiener genannt).
Die Grundsteinlegung war im Jahre 1888, die Einweihung des Hauses bereits ein Jahr später, am 21. Juli 1889, in Anwesenheit des Rektors der Universität. Dieser erste Bauabschnitt entstand im historistischen Stil der Neorenaissance. Er wies einen Mittelbau auf, der von zwei Türmen flankiert wurde. Die Fassade mit Frontseite Richtung Süden zum Neckar hin wurde in Tuffstein ausgeführt.
In den Jahren 1895/96 wurde das Haus durch eine ausgedehnte mehrstufige Terrassenanlage ergänzt.

Aufgrund der prosperierenden Zeiten erfolgte schon 1906 der erste große Aus- und Umbau des Verbindungshauses, der die Größe des Hauses verdoppeln sollte. Der neue Teil des Hauses bildet die heutige Straßenfront, die nun im Jugendstil ausgeführt wurde. Die Fassade besteht unten aus Sandstein und ist oben verputzt. Der First trägt einen Dachreiter mit geschwungener Haube. Am 21. Juli 1907, genau 18 Jahre nach der ersten Einweihung, fand die zweite Einweihung, auch diesmal wieder in Gegenwart des Rektors, statt. Ein weiterer Umbau im Jahre 1924 veränderte die Außenansicht des Gebäudes nicht mehr wesentlich.

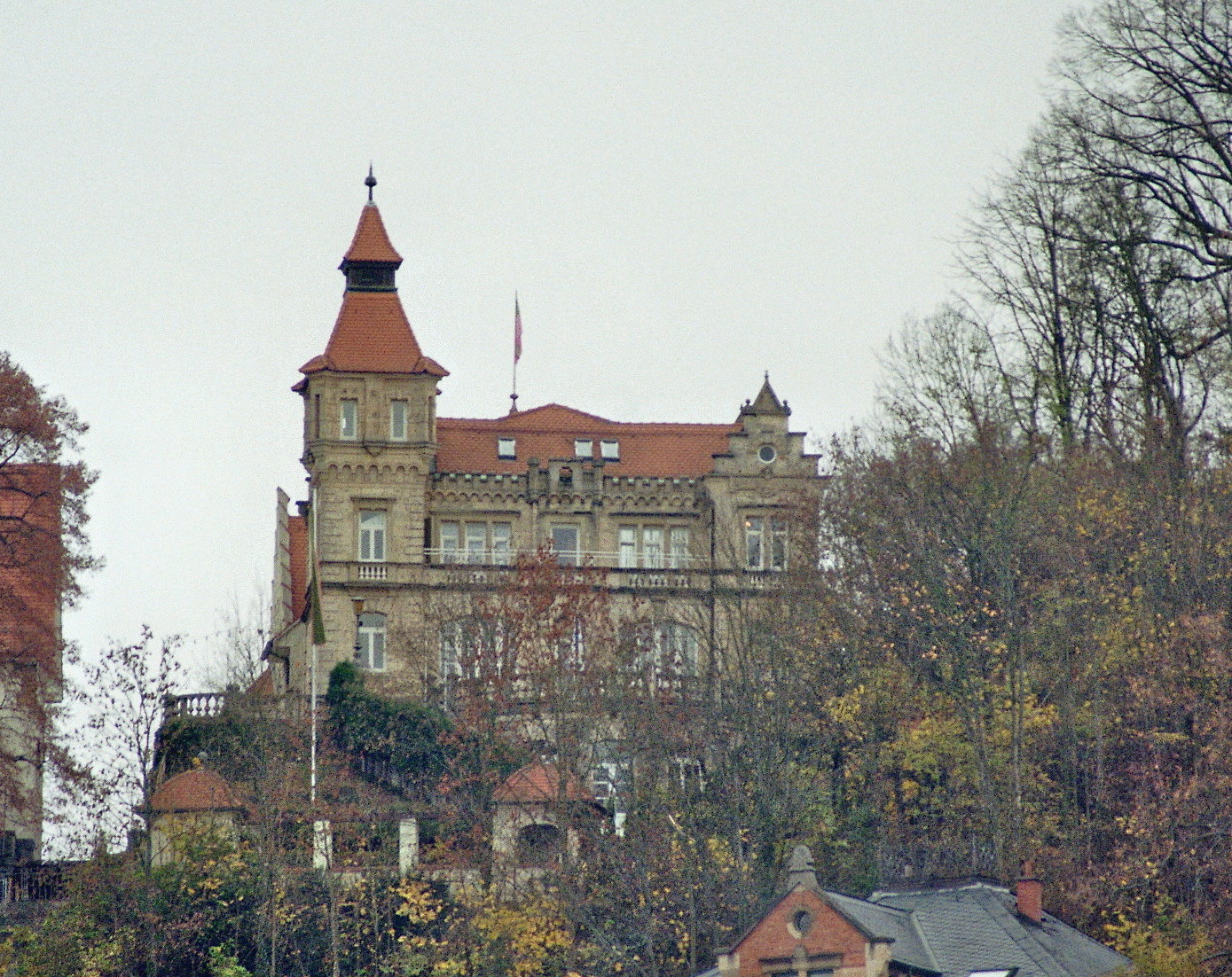
Haus des Corps Franconia Tübingen, aufgenommen vom Ufer des Neckar
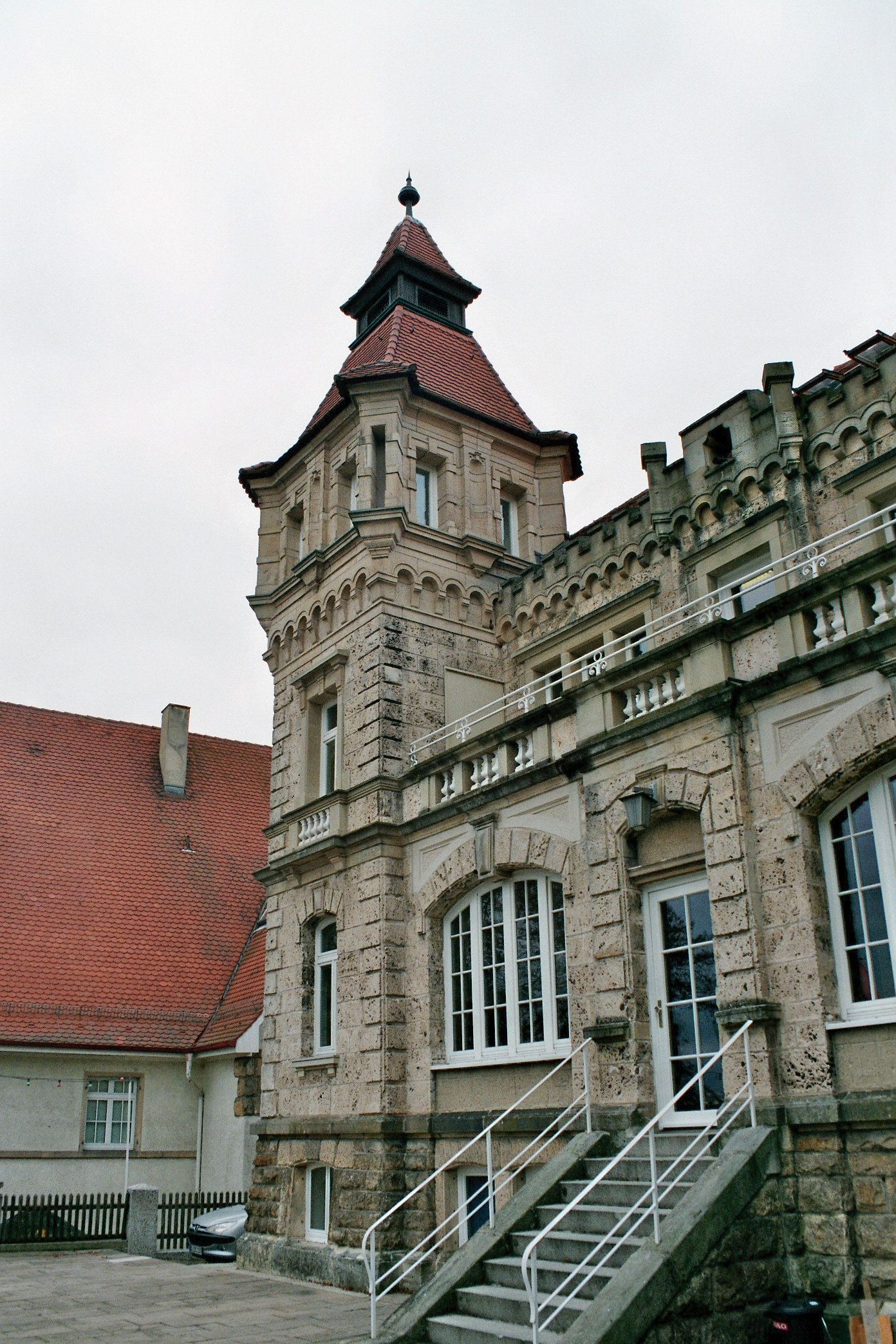
Blick auf das Corpshaus von der Gartenterrasse
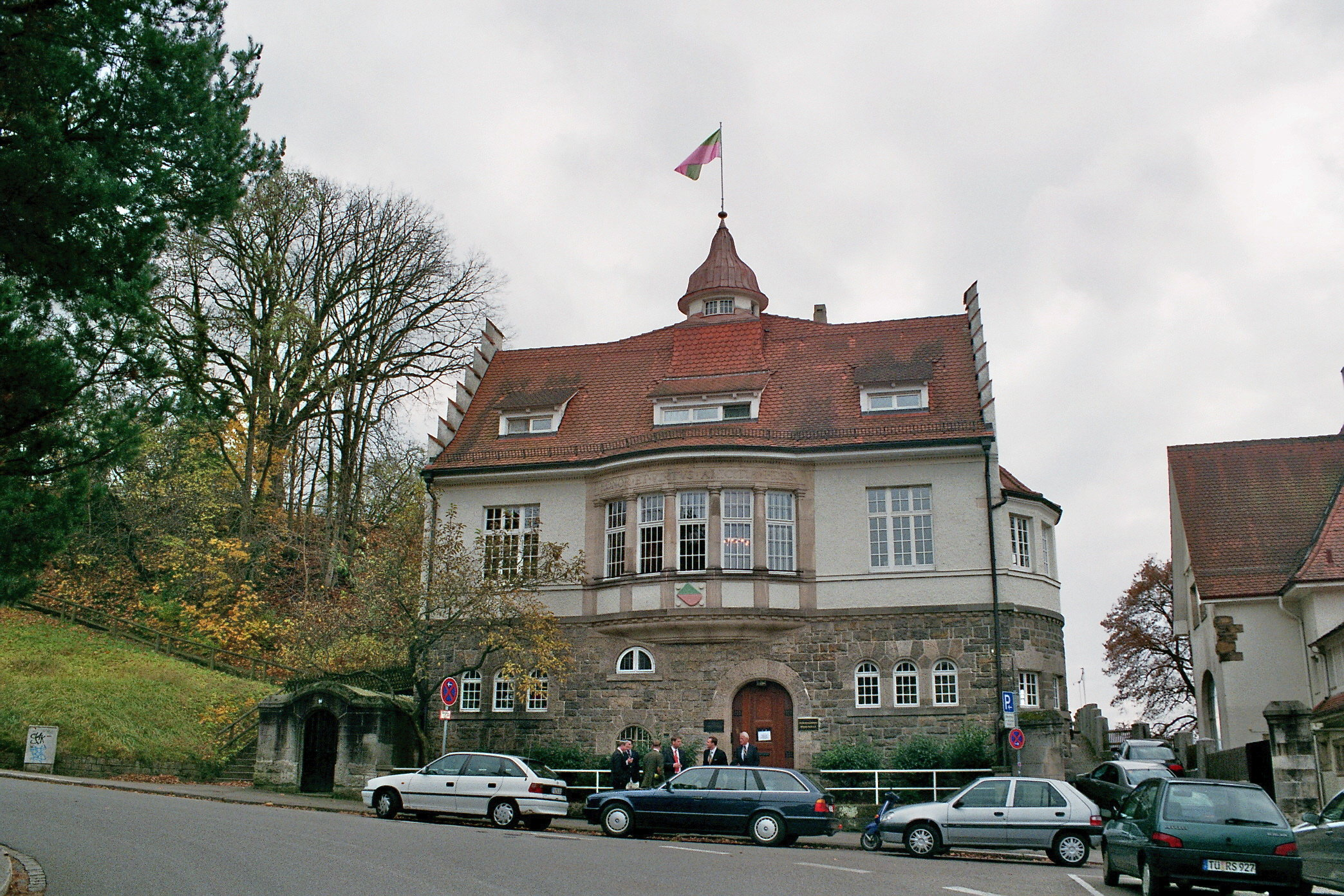
Straßenansicht von Norden
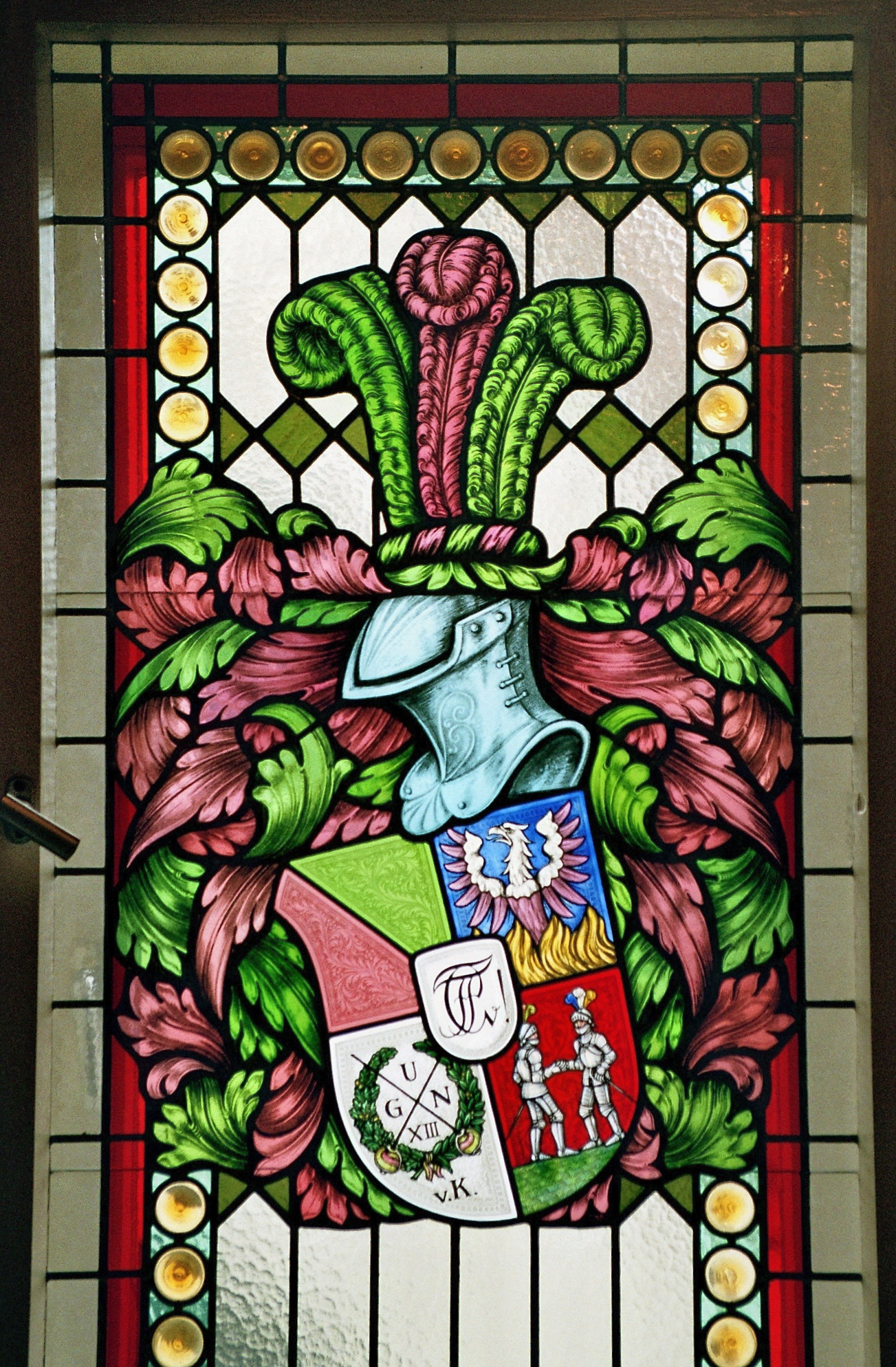
Bemaltes Glasfenster mit Studentenwappen des Corps Franconia Tübingen

## Verhältnisse
Das Corps ist kreisfrei. Ab 1860 bestand ein befreundetes Verhältnis zum Corps Tigurinia Zürich, das im Wintersemester 1931/32 suspendierte und 1981 erlosch. Beziehungen zu Tigurinia II bestehen nicht. Ein offizielles Vorstellungsverhältnis bestand ab 1927 mit dem Corps Hansea Königsberg. Derzeit unterhält Franconia Tübingen Verhältnisse zu acht Kösener Corps:

### Kartelle
- Corps Nassovia Würzburg (seit 1904; befreundet seit 1860)
- Corps Brunsviga Göttingen (seit 1920; befreundet seit 1877)
- Corps Thuringia Jena (seit 1925; befreundet seit 1884)
- Corps Silesia Breslau zu Frankfurt (Oder) (seit 1954; befreundet seit 1879)
- Corps Hasso-Nassovia (seit 1974; befreundet seit 1931)
- Corps Saxonia Leipzig (seit 1868 befreundet; 1954 erneuert; Kartell 2010)

### Befreundete Verhältnisse
- Corps Suevia München (seit 1896; 1953 erneuert)
- Corps Gothia Innsbruck (seit 1954; offizielles Vorstellungsverhältnis seit 1920)

## Bekannte Mitglieder
In alphabetischer Reihenfolge

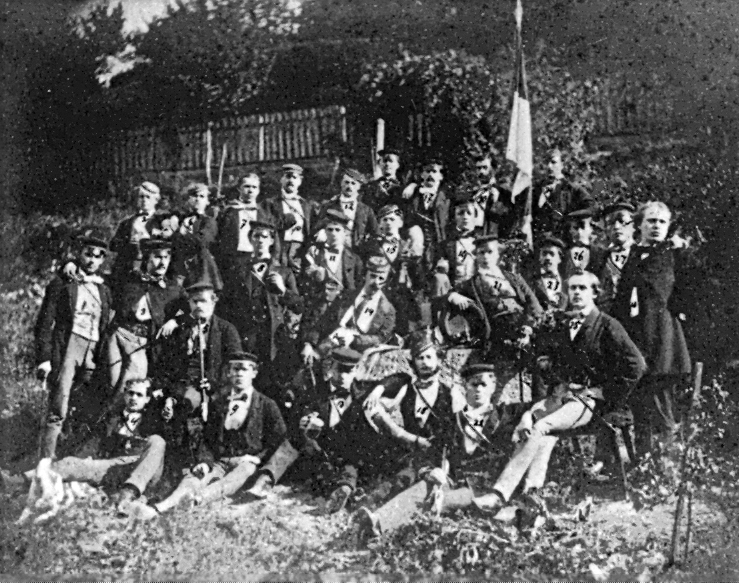
Corps Franconia (1858)

- Gerhard Aden (* 1947), Mitglied des Landtags von Baden-Württemberg
- Menno Aden (* 1942), Rechtswissenschaftler
- Johann Leonhard Bayrhammer (1828–1881), Bürgermeister, Landtags- und Reichstagsabgeordneter
- Ernst von Beauvais (1923–2001), Ministerialdirektor im Bundeswirtschaftsministerium
- Martin Blank (1897–1972), liberaler Bundestagsabgeordneter
- Wilhelm Brünings (1876–1958), HNO-Arzt
- Hermann von Bülow (1842–1906), Reichsgerichtsrat
- Karl Bürker (1872–1957), Physiologe, Ehrenmitglied des Corps
- Friedrich Bumüller (1842–1914), Stadtarzt und Sanitätsrat in Ravensburg
- Bruno Claußen (Bibliothekar) (1880–1958), Bibliothekar in Rostock
- Bruno Claußen (Staatssekretär) (1884–1945), Ministerialbeamter
- Gustav Adolf Closs (1864–1938), Historienmaler und Heraldiker
- Otto Constantin (1883–1928), Verwaltungsjurist
- Bill Cormann Giessen (1932–2010), Physiker, Unternehmer und Hochschullehrer in Boston
- Carl Diesch (1880–1957), letzter Direktor der Staats- und Universitätsbibliothek Königsberg
- Erwin Dorner (1879–1951), Landrat in Schopfheim, Polizeipräsident in Baden-Baden (NSDAP)
- Heinrich Erythropel (1865–1940), Staatsminister für Inneres des Freistaates Mecklenburg-Schwerin (1920–1921)
- Karl Gustav Fecht (1813–1891), Geistlicher, Gymnasiallehrer und Regionalhistoriker im Großherzogtum Baden
- Hans-Joachim Fischer (1904–2000), Senator in Bremen (1939–1944), Regierungspräsident in Ostfriesland (1944–1945), NSDAP-Mitglied und SA-Oberführer
- Carl Fröhlich (1813–1880), badischer Verwaltungsjurist, Ehrenbürger von Wiesloch, Mitglied der Zweiten Kammer der badischen Ständeversammlung
- Winfried Funk (1933–1997), Bundesrichter
- Hans Gehrels (1904–1998), Landrat in Posen
- Felix Genzmer (1878–1959), Rechtshistoriker
- Walter Gerhardt (* 1934), Rechtswissenschaftler in Bonn
- Wilhelm Gesellius (1872–1935), Verleger
- Carl Theodor Greiner (1821–1849), Führer der Schwäbischen Legion in der Badischen Revolution
- Max Gutknecht (1876–1935), Staatsminister von Anhalt (1918)
- Albert von Häberlen (1843–1921), Regierungspräsident des Jagstkreises, Ehrenbürger von Ellwangen
- Erich Hauer (1878–1936), Sinologe
- Jan Helms (1937–2023), Mediziner und Hochschullehrer für Hals-Nasen-Ohren-Heilkunde
- Christian Herfarth (1933–2014), Chirurg, Lehrstuhlinhaber in Ulm und Heidelberg
- Wilhelm Hertz (1835–1902), Dichter, in München Lehrer von Thomas Mann
- Wilhelm Hill (1925–2017), Betriebswirt, Hochschullehrer in St. Gallen und Basel
- Armin Hiller (* 1938), Botschafter
- Albrecht Jebens (* 1946), Geograph und Publizist
- Arthur Jubelt (1894–1947), Verleger und Heimatforscher, Ehrenbürger der Stadt Zeitz
- Ludwig Kastl (1878–1969), Kolonialbeamter, Verbandsvertreter der Industrie, Wirtschaftsfachmann
- Gustav Kaufmann (1842–1919), Senatspräsident am Reichsgericht
- Hermann Emil Kuenzer (1872–1946), Reichskommissar für Überwachung der öffentlichen Ordnung
- Helmut Leonhardt (1918–2000), Anatom (ausgeschieden)
- Paul Linser (1871–1963), Dermatologe und Venerologe in Tübingen
- Alfred Manigk (1873–1942), Rechtswissenschaftler in Königsberg, Breslau und Marburg
- Friedrich Mook (1844–1880), Schriftsteller, Theologe, Ägyptologe und Forschungsreisender
- Rudolf Mueller (1869–1954), Oberbürgermeister und Ehrenbürger von Darmstadt
- Alfred Nerger (1886–1983), Oberbürgermeister von Zeitz
- Gustav Adolf Neuber (1850–1932), Mediziner
- Eberhard Nöller (1911–2003), Ministerialbeamter in Bonn
- Franz Oehlecker (1874–1957), Chirurg
- Carl Passavant (1854–1887), Arzt und Forschungsreisender
- Richard Preu (1837–1910), Oberamtmann in Aalen, Gmünd und Tübingen
- Hans Puvogel (1911–1999), Justizminister von Niedersachsen (1976–1978)
- Albert Friedrich Reichert (1860–1910), Oberamtmann in Heidenheim
- Alfred Rembold (1844–1922), Zentrums-Politiker, Reichstagsabgeordneter (1893–1903), Mitverfasser des BGB
- Hermann Reusch (1896–1971), Industrieller
- Friedrich Heinrich Rinne (1852–1924), Chirurg
- Paul Friedrich Scheel (1883–1959), Orthopäde in Rostock
- Wolf-Rüdiger Schenke (* 1941), Staatsrechtslehrer
- Hartwig Schlegelberger (1913–1997), Jurist und Politiker, Abgeordneter des Landtages und Minister des Landes Schleswig-Holstein
- Adolf Schlettwein (1872–1939), deutscher Jurist und Staatsbeamter
- August Schlettwein (Amtmann) (1868–1916), deutscher Verwaltungsjurist und Amtmann
- Wilhelm Schrader (1847–1914), hohenlohischer Mundartdichter
- Franz Schroeder (1874–1948), Staatssekretär im Reichsministerium der Finanzen (1920–1924)
- Lothar Schruff (1940–2024), deutscher Betriebswirtschaftler, Ökonom und Hochschullehrer
- Hans Schween (1813–1869), Lehrer, Mitglied des Oldenburgischen Landtags
- Otto Schwend (1841–1906), Oberamtmann in Künzelsau und Oberndorf
- Erich Seeberg (1888–1945), evangelischer Theologe und Kirchenhistoriker
- Claus Seibert (1902–1977), Richter am Bundesgerichtshof
- Paul Stephani (1870–1947), erster hauptamtlicher Schularzt in Deutschland
- Hans Strahl (1857–1920), Anatom, Rektor der Universität Gießen
- Christian Thieme (* 1972), Oberbürgermeister von Zeitz
- Hermann Triepel (1871–1935), Anatom und Embryologe
- Paul Vogt (Mediziner, 1844) (1844–1885), Ordinarius in Greifswald
- Erich Weigelin (1916–2010), Ophthalmologe
- Walter Wohler (1893–1968), Richter, SS-Obersturmbannführer, Präsident des Oberlandesgerichts Danzig
- Hans Wolff (Kreisdirektor) (1863–1942), Verwaltungsjurist
- Theodor Zeller (1902–1959), Landrat in Balingen
- Ludwig Zichner (1942–2025), Orthopäde